# Mundo Diners
Mundo Diners es una revista cultural ecuatoriana, con sede central en Quito, que inició sus publicaciones en 1979. En 2024 publicó su edición número 500 y para esa fecha era la revista cultural aún en circulación más antigua de Ecuador, así como una de las más longevas de América Latina.
La revista ha conseguido reconocimientos como el segundo lugar en los Premios Jorge Mantilla Ortega en 2013, que obtuvo por el artículo «En el Guasmo suena Mozart», de Ileana Matamoros. Entre los editorialistas a lo largo de la historia de la revista, se encuentran personalidades como Jorge Enrique Adoum, Pedro Jorge Vera, Jorge Carrera Andrade, Alejandro Carrión, Mónica Ojeda, María Fernanda Ampuero, Marcela Noriega, Jorge Ortiz García, Mónica Varea y Miguel Molina Díaz.

## Historia
La revista fue creada con el nombre Diners y publicó su primer número en 1979, bajo el patrocinio de la compañía de tarjetas de crédito Diners Club, de la que tomó su nombre. En un principio, la revista tenía como enfoque de público a la población de clase media de Quito.
Diners cambió de nombre en 1999 y pasó a llamarse Mundo Diners.
En 2010, el banquero Fidel Egas Grijalva, principal autoridad del Banco Pichincha y que en ese entonces era dueño de la revista, vendió el 100% de las acciones de la misma (junto a otros medios de comunicación) luego de que la Junta Bancaria emitiera una resolución que prohibía a banqueros poseer acciones en medios. La venta la realizó a Juana Ordóñez, Hernán Altamirano, Martha Pintado y Francisco Febres Cordero, este último director de Mundo Diners en ese entonces.